# Sherman Coolidge
Sherman Coolidge, también conocido como Runs on Top (Goose Creek, Wyoming, 1862-Colorado, 1932) fue un predicador arapajó, hijo de Banasda (‘Gran corazón’) y Ba-ahnoce (‘Mujer tortuga’). En 1870 su madre lo entregó por su seguridad al capitán Coolidge, quien le convirtió al baptismo y le hizo estudiar en una academia militar. A pesar de ello, en 1884 decidió hacerse misionero entre los indios de Wind River. Fue ordenado sacerdote y en 1902 se casó con una mujer blanca. Publicó artículos en periódicos, y en 1911 se hizo miembro de la Sociedad de Indios Americanos. En 1917 también publicó la revista Teepee Neighbours sobre las costumbres indias.